# Polyzonus tetraspilotus
Polyzonus tetraspilotus är en skalbaggsart som först beskrevs av Hope 1835. Polyzonus tetraspilotus ingår i släktet Polyzonus och familjen långhorningar.
Artens utbredningsområde är:
- Laos.
- Myanmar.
- Sri Lanka.
- Taiwan.

Inga underarter finns listade i Catalogue of Life.